# Membre (géologie)
Pour les articles homonymes, voir Membre.
En géologie, un membre est une subdivision lithostratigraphique constituée de couches. Le regroupement de plusieurs membres forme une formation.
La formation géologique étant l'unité lithostratigraphique de base, elle n'est pas systématiquement subdivisée en membres. Ce découpage est effectué selon l'appréciation du géologue sur le terrain.